# Huevos con crema en tostada

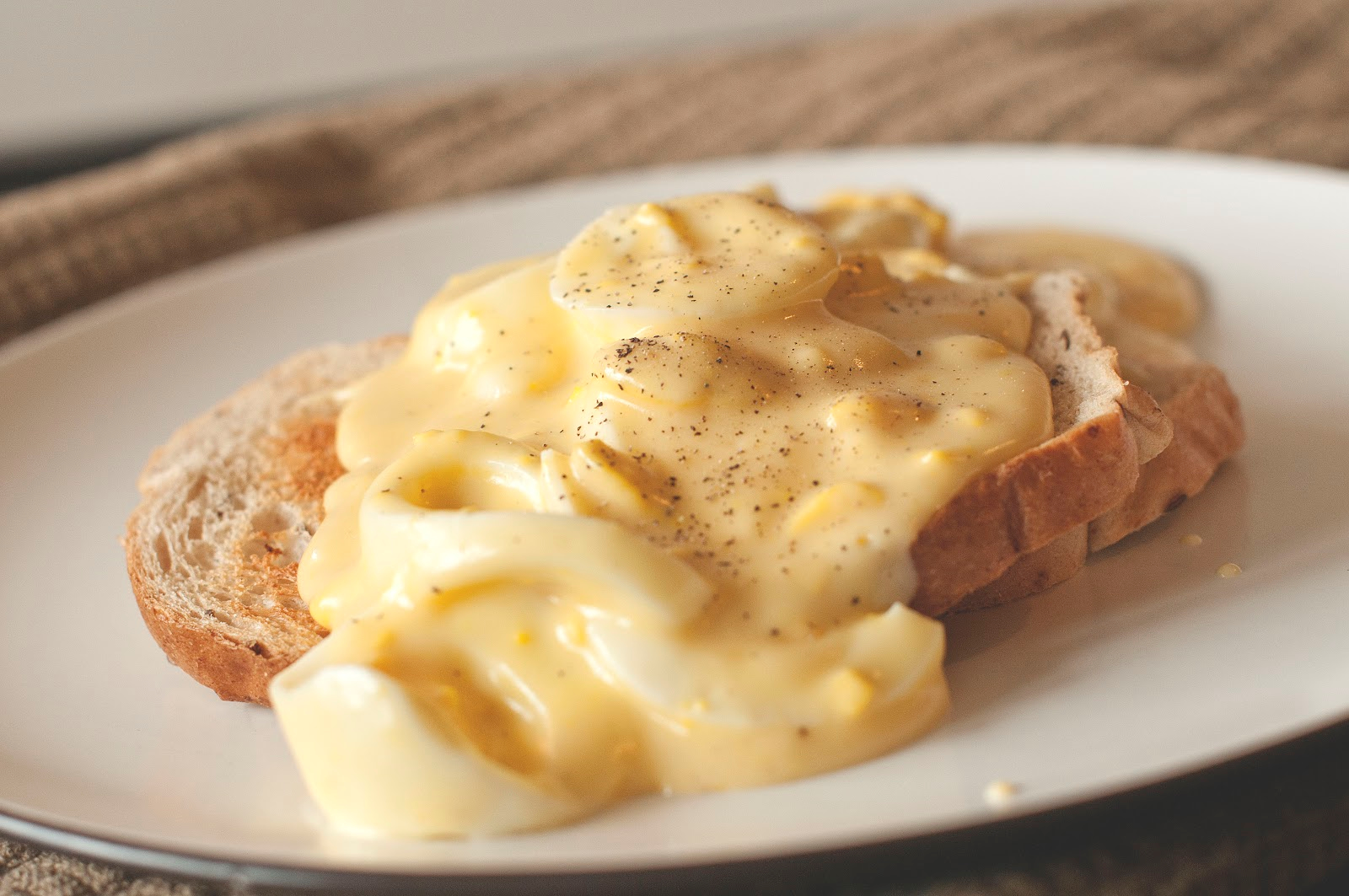
Huevos con crema en tostadas, en este caso de pan blanco.

Los huevos con crema en tostada es un plato de desayuno en los Estados Unidos. Consiste en una tostada o galleta cubierta con una salsa hecha de bechamel y huevo cocido picado. La salsa a menudo es saborizada con pimienta negra.